# Furkan Asena Aydın
Furkan Asena Aydın es una deportista turca que compite en taekwondo. Ganó una medalla de bronce en el Campeonato Mundial de Taekwondo de 2009, y una medalla de bronce en el Campeonato Europeo de Taekwondo de 2014.

## Palmarés internacional
| Campeonato Mundial | Campeonato Mundial     | Campeonato Mundial | Campeonato Mundial |
| Año                | Lugar                  | Medalla            | Categoría          |
| ------------------ | ---------------------- | ------------------ | ------------------ |
| 2009               | Copenhague (Dinamarca) | Medalla de bronce  | –73 kg             |
| Campeonato Europeo |                        |                    |                    |
| Año                | Lugar                  | Medalla            | Categoría          |
| 2014               | Bakú (Azerbaiyán)      | Medalla de bronce  | –73 kg             |